# Région métropolitaine de Belo Horizonte
La région métropolitaine de Belo Horizonte ou Grand Belo Horizonte est une conurbation de municipalités brésiliennes. Leur liste et leur population, au 1er juillet 2005 :
- Belo Horizonte     - 2 375 329
- Contagem           -   593 419
- Ribeirão das Neves -   311 372
- Betim              -   391 718
- Santa Luzia        -   214 398
- Ibirité            -   167 436
- Vespasiano         -    94 234
- Sabará             -   131 398
- Esmeraldas         -    61 369
- Nova Lima          -    71 897
- Lagoa Santa        -    45 190
- Mateus Leme        -    28 259
- Pedro Leopoldo     -    61 703
- Brumadinho         -    31 191
- Igarapé            -    30 505

Soit un total de 4 609 418 habitants